# Амазон синьощокий
Амазон синьощокий (Amazona dufresniana) — птах родини папугові.

## Зовнішній вигляд
Довжина тіла 36 см, хвоста 12 см. Основне забарвлення зелене. Оперення верхньої частини тулуба з чорною облямівкою. По крилу проходить помаранчева смуга. На щоках і горлі — сині плями, вуздечка і чоло помаранчево-жовтого кольору. Дзьоб чорнуватого кольору. Райдужка помаранчева. Лапи сірі.

## Розповсюдження
Живе на південному сході Венесуели, північному сході Бразилії, у Суринамі й Гаяні.

## Спосіб життя
Населяють вологі тропічні сельви уздовж рік, прибережні ліси, мангрові зарості до висоти 800—1700 м над рівнем моря.